# Сумароков, Сергей Павлович
Граф (с 26 августа 1856) Серге́й Па́влович Сумаро́ков (1793 — 1875) — русский военачальник, генерал-адъютант (22.04.1834) и генерал от артиллерии (06.12.1851), многолетний начальник гвардейской артиллерии. Герой Наполеоновских войн 1812—1814 годов, русско-турецкой войны 1828—1829 годов и польской кампании 1831 года. Участник Венгерского похода 1849 года и Крымской войны. Член Государственного совета (1856-1875).

## Биография
Представитель старинного рода Сумароковых, внучатый племянник драматурга А. П. Сумарокова. Родился 19 июня 1793 года в семье будущего новгородского губернатора Павла Ивановича Сумарокова (1767—1846) и Марии Васильевны, урождённой княжны Голицыной (1765—1847). Первоначальное образование получил в доме отца, затем у своего двоюродного дяди князя С. Ф. Голицына.
Обнаружив наклонность к военной службе и способности к математике, 15-летний юноша 27 апреля 1809 года поступил юнкером в лейб-гвардии артиллерийский батальон, где на него оказал благотворное влияние известный учёный П. А. Рахманов, издатель «Военного журнала»; подготовившись под его руководством к офицерскому экзамену, Сумароков блестяще сдал последний и был принят в гвардию, а 19 февраля 1810 г. произведён в подпоручики.
Отличился во время Отечественной войны 1812 года. В день Бородинского сражения, 26 августа 1812 г., Сумароков, состоя в рядах гвардейской артиллерии, получил боевое крещение, был ранен осколком гранаты в голову и 19 декабря награждён золотой шпагой с надписью «За храбрость». Несмотря на рану, он остался при своей батарее, с которой не расставался до самого окончания войны с Наполеоном.
В битве под Бауценом, происходившей на германской территории 8 и 9 мая 1813 г., Сумароков был контужен в бок и за отличие удостоен орденов Святого Владимира 4-й степени и прусского «Pour le Mérite» (в 1814 г.). Последняя рана также не удержала Сумарокова от деятельного участия в дальнейших битвах: 15, 16 и 17 августа он сражался под Дрезденом, 4—6 октября под Лейпцигом и за отличие в этих делах был 6 октября 1813 г. произведён в поручики.
Когда театр военных действий был перенесен на французскую территорию, Сумароков участвовал и там, в ряде стычек, совершил поход до самых стен Парижа и сражался при взятии французской столицы.
Изучив в походах практическую сторону артиллерийского дела и привязавшись к нему всей душой, Сумароков, желая пополнить своё теоретическое образование в этой отрасли, по возвращении в Россию просил о прикомандировании его к учебным артиллерийским ротам, при которых и занимался в течение четырёх лет. 11 марта 1817 г. он был произведён в штабс-капитаны, 5 февраля 1818 г. — в капитаны и 25 августа 1819 г. — в полковники, с назначением командиром лёгкой артиллерийской роты, сначала № 2, затем № 4. В 1815 году вступил в Петербурге в масонскую ложу «Соединенных друзей». Затем стал основателем ложи «Трёх добродетелей», в которую также входили многие будущие декабристы.
4 августа 1824 г. «в воздаяние отлично-ревностной и усердной службы» Сумароков был награждён орденом Святой Анны 2-й степени и в том же году, 28 октября, по домашним обстоятельствам, вышел в отставку с производством в генерал-майоры. Однако через два года, именно 30 августа 1826 г., он вновь поступил на службу, был зачислен во 2-ю артиллерийскую бригаду в прежнем чине полковника и кроме того пожалован в адъютанты к великому князю Михаилу Павловичу, тогдашнему генерал-фельдцейхмейстеру.
Когда Артиллерийское училище, бывшее долгое время составной частью учебно-артиллерийской бригады, было выделено из последней и сделано самостоятельным, Сумароков 25 октября 1826 г. был назначен временным его начальником. При нём в училище был проведен ряд мероприятий, в том числе основаны кроме существовавших офицерских три юнкерских класса и класс «приуготовительный».
Открывшаяся вскоре война с турками вновь вызвала его к боевой деятельности. Пожалованный 22 августа 1827 г. «за отлично-усердную службу» алмазными знаками ордена св. Анны 2-й степени, он в 1828 г, отправился в действующую армию, поступив в часть, осаждавшую Браилов. В формулярном списке Сумарокова говорится, что во время осады он с 12 по 17 мая командовал «над мортирною и прочими батареями, успешными их действиями достиг надлежащей цели и, пребывая постоянно на кессельбатарее, оказал мужество непоколебимое», с открытием переговоров о сдаче Браилова, состоя парламентером, «много способствовал благоразумием и деятельностью к успеху их», а после падения крепости «своими неусыпными трудами успешно содействовал к соблюдению порядка» и «с отличною храбростью и примерною деятельностью» исполнял различные поручения великого князя Михаила Павловича. За «отличную храбрость и постоянное усердие, оказываемые во все время осады», Сумароков 25 июня 1828 г. получил чин генерал-майора по артиллерии и 1 июля — орден Святого Георгия 4-го класса (№ 4150 по списку Григоровича — Степанова).
8 июня Сумароков участвовал в деле под Шумлой, 14 сентября, состоя в отряде генерал-адъютанта Сухозанета под Варной, был послан с передовыми частями для открытия неприятеля, через четыре дня при кровопролитном, но неудачном штурме укреплённого лагеря паши Омер-Врионе на высотах Куртепе, командовал артиллерией левой колонны, а несколько позже, начальствуя по поручению принца Евгения Вюртембергского над одной из пехотных бригад, в значительной степени содействовал поражению войск паши Омер-Врионе. За отличие под Варной Сумароков был награждён орденом Святого Владимира 3-й степени (20 октября 1828 г.) и золотой шпагой с надписью «За храбрость», украшенную алмазами (20 ноября 1828 г.).
По окончании военных действий Сумароков с некоторыми конфиденциальными поручениями уехал в Санкт-Петербург, откуда в 1829 г. был командирован для осмотра состояния войск по карантинной линии Прута и укреплений Севастополя. Замечательно, что ещё за четверть века до Севастопольской войны Сумароков, осмотревши крепость, казавшуюся неприступной, в своем донесении военному министру графу Чернышёву с меткой верностью указал на слабые места со стороны суши, могущие сделаться роковыми в случае высадки неприятеля. Его неоднократные указания на это оставлены были, однако, без внимания, хотя за «отличное и благоразумное исполнение» поручения он и был удостоен Высочайшей благодарности и ордена Святой Анны 1-й степени (6 декабря 1830 г.). Через 25 лет его опасения вполне оправдались.
4 января 1830 г. Сумароков был назначен командиром лейб-гвардии 1-й артиллерийской бригады, 30 декабря того же года — командиром артиллерии всего Гвардейского корпуса и уехал в армию, действовавшую против польских повстанцев.
В эту войну он был одним из доверенных лиц великого князя Михаила Павловича, командовавшего всей гвардией, участвовал в военных совещаниях при нём и неоднократно подавал целесообразные советы, остававшиеся, однако, в большинстве случаев бесплодными, благодаря разладу и даже вражде между собой приближенных к великому князю лиц, главную роль среди которых играл генерал от инфантерии князь А. Г. Щербатов, официальный помощник Михаила Павловича.
До 9 мая 1831 г. артиллерия Сумарокова в битвах почти совершенно не участвовала, ограничиваясь лишь стратегическими передвижениями, имевшими цель отразить нападения Я. Скржинецкого. Но в этот день его части пришлось вынести очень жаркое дело. Ещё ранним утром Сумароков с помощью Павловского полка удачно переправил на правый берег Нарева подвижной парк, очистив путь для арьергарда, а затем поспешил к Жолткам. Здесь он при содействии генерал-адъютанта В. Н. Шеншина решился отстаивать мосты на Буге, чтобы овладеть этой переправой и не дать возможности инсургентам обойти русскую гвардию и отрезать её от остальной части армии. В донесении великого князя к генерал-фельдмаршалу успех этого дела всецело приписывается «необычайной меткости губительных выстрелов артиллерии, действие коей с величайшим хладнокровием и искусством направлял лично командир гвардейской артиллерии ген.-майор Сумароков…, причем наносил чувствительный вред мятежникам, у коих подбито 1 орудие и взорвано 2 зарядных ящика». Неприятель должен был отказаться от своего намерения завладеть переправой, всеми силами поспешно отступил и скрылся. По свидетельству участников боя, Сумароков, действительно, под сильным огнём неприятельской артиллерии не только отдавал, как начальник, общие приказания, но и лично устанавливал орудия у самой переправы и лично же направлял их. Но это бесстрашие стоило ему дорого: осколком ядра он получил в правую ногу тяжёлую рану, которая всю жизнь его давала себя чувствовать. 25 июня 1831 г. Сумароков был награждён орденом Святого Георгия 3-го класса (№ 427)
В воздаяние отличнаго мужества и храбрости, оказанных в сражении против польских мятежников 9 мая, где, во время покушения неприятеля овладеть переправою при д. Желтах, устанавливал под сильным огнём орудия с примерным мужеством и хладнокровием и способствовал весьма удачному действию нашей артиллерии, доколе полученная рана в ногу от ядра не принудила оставить поле сражения
В следующем году ему пожалованы польский знак «Virtuti Militari» 2-й степени и ежегодная пенсия в 1200 рублей, от которой он, будучи человеком состоятельным и «до денег без пристрастия», отказался.
В 1831 г. для излечения раны Сумароков был уволен за границу, но вместо этого ездил в Москву и Ревель, где принимал морские ванны. Возвратившись в конце сентября 1832 г. в Санкт-Петербург, он вскоре был утверждён начальником артиллерии Гвардейского корпуса по штату мирного времени, продолжая в то же время состоять при Михаиле Павловиче. В 1833 г. он ездил в Берлин для присутствования при манёврах прусских войск, о состоянии которых, по настоянию прусского короля Фридриха Вильгельма и против своей воли, должен был высказать своё мнение. В прямых и недвусмысленных выражениях своей записки, составленной по этому поводу, Сумароков высказал прусскому королю много горьких истин, обративших на себя внимание, как короля, так и назначенной им после военной комиссии для исследования состояния армии. Получив в Берлине орден Красного орла 2-й степени со звездой, по возвращении на родину Сумароков был пожалован 22 апреля 1834 г. в генерал-адъютанты.
Полученная при защите Бугской переправы рана давала себя чувствовать, и Сумароков с сентября 1834 по октябрь 1835 г. снова провел за границей, вращаясь и пользуясь медицинской помощью главным образом в Берлине, откуда ездил для участия в русско-прусских торжествах 1835 г., в которых, к слову сказать, он обнаружил, между прочим, свои замечательные познания в области пиротехники, устраивая блестящие фейерверки.
В 1836 г. Сумароков производил опыты над «регулированными» снарядами и ездил в Прагу — для присутствования при коронации императора Фердинанда I, в Вену — для обозрения военно-учебных заведений и присутствования при смотре австрийских войск и в Мюнхен — для ознакомления с введенной там новой системой полевой артиллерии. Всюду, однако, он был принят довольно холодно, а в Мюнхене королём прямо было запрещено показывать ему какие-либо чертежи и планы.
18 апреля 1837 г. Сумароков получил чин генерал-лейтенанта. В течение следующих десяти лет он четыре раза на более или менее продолжительный срок ездил за границу для лечения нывшей раны: во время пребывания в России продолжал командовать артиллерией Гвардейского корпуса. 6 декабря 1842 г. он был награждён императорской короной к ордену Святой Анны 1-й степени. В 1849 г. Сумароков участвовал в походе войск гвардии к западным границам империи по случаю Венгерской кампании, в течение которого состоял начальником артиллерии не только своего корпуса, но и гренадерского. Возвратившись из похода, он 13 октября 1849 г. получил назначение на весьма видный пост командующего гвардейским пехотным корпусом, в том числе и его артиллерии, а 6 декабря 1851 г. был произведён в генералы от артиллерии.
За все время своего пребывания начальником гвардейской артиллерии Сумароков ввёл в неё ряд положительных перемен, улучшил значительно её материальный состав, весьма высоко поставил пиротехническую часть, ввёл и усовершенствовал шрапнель, причём его мероприятия, как вполне целесообразные, после распространялись обыкновенно и на артиллерию всей армии. Помимо исполнения своих прямых обязанностей он за это же время участвовал в составлении «Правил для руководства при постройке новой артиллерии», был членом «комитета для выработки мер по снабжению армии лошадьми», в 1846 г. представил обширную записку об улучшениях в нашей армии, за что неоднократно получал Высочайшие благодарности.
По вступлении на престол императора Александра II Сумароков во время Крымской войны был с 18 мая 1855 г. назначен командующим Западной армией и, вследствие болезни князя И. Ф. Паскевича, с 22 декабря 1855 г. до прибытия в Варшаву 1 февраля 1856 г. князя М. Д. Горчакова, также командовал всеми войсками в Царстве Польском. В день коронации Александра II, 26 августа 1856 г., он был пожалован в члены Государственного совета и именным Высочайшим указом в награду «долговременной, отлично-усердной службы престолу и отечеству» возведён в графское достоинство.
После этого служба престарелого Сумарокова носила скорее почетный характер и ограничивалась заседаниями в Государственном совете и комитете о раненых, где он состоял членом, а одно время и председателем. 8 сентября 1859 года он был пожалован алмазными знаками к ордену Святого Александра Невского. 21 декабря 1861 г. по случаю его 50-летия службы в офицерских чинах, получил на своё имя Высочайший рескрипт с перечислением его заслуг и назначением шефом батареи № 2 лейб-гвардии 1-й артиллерийской бригады, где он начал свою службу.
Среди прочих наград Сумароков имел ордена Святого Владимира 2-й степени (11 октября 1836 г.), Белого орла (3 декабря 1844 г.), Святого Александра Невского (6 декабря 1847 г.). 22 февраля 1875 года, 82 лет от роду, он скончался и был похоронен на Тихвинском кладбище Александро-Невской лавры.

## Награды
- Золотая шпага с надписью «За храбрость» (19.12.1812)[1]
- Орден Святого Владимира 4-й степени с бантом (1813)
- Орден Святой Анны 2-й степени (04.08.1824)
- Алмазные знаки к ордену Святой Анны 2-й степени (22.08.1827)
- Орден Святого Владимира 3-й степени (20.10.1828)
- Золотая шпага с надписью «За храбрость», украшенная алмазами (20.11.1828)
- Орден Святого Георгия 4-й степени (01.07.1828)
- Орден Святой Анны 1-й степени (06.12.1830)
- Орден Святого Георгия 3-й степени (25.06.1831)
- Знак отличия За военное достоинство 2-й степени (1831)
- Орден Святого Владимира 2-й степени (11.10.1836)
- Императорская корона к ордену Святой Анны 1-й степени (06.12.1842)
- Орден Белого Орла (03.12.1844)
- Орден Святого Александра Невского (06.12.1847)
- Знак отличия беспорочной службы за XXXV лет (1852)
- Бриллиантовые знаки к ордену Святого Александра Невского (08.09.1859)

Иностранные:
- Прусский орден Pour le Mérite (1814)
- Прусский орден Красного Орла 2-й степени со звездой и алмазами (1842)
- Золотая корона к ордену Pour le Mérite (1865)

## Семья
Вторая жена (с 24 января 1823 года) — Александра Павловна Маруцци (01.12.1790—07.01.1857), дочь генерального консула в Венеции маркиза Пано Маруцци от его брака с княжной Зоей Гика. Родилась в Петербурге, крещена 3 декабря 1790 года в Сергиевском соборе при восприемстве брата Константина и вдовствующей генеральши Александры Юрьевны. За заслуги мужа в марте 1839 года была пожалована в кавалерственные дамы ордена св. Екатерины малого креста. Ей принадлежала в нескольких километрах от Венеции вилла Марчелло-Маруцци. В браке имела дочерей:
- Зоя Сергеевна (25.03.1828[4]—1897), фрейлина, в первом браке замужем за московским губернатором генерал-лейтенантом князем А. В. Оболенским (1819—1884); во втором — за Валерианом Карловичем Мрачковским, с которым жила в Швейцарии с середины 60-х годов.
- Елена Сергеевна (05.09.1829[5]—1901), крещена 13 октября 1829 года в церкви Инженерного замка при восприемстве деда П. Сумарокова и бабушки Елены Гика. Замужем с 1852 года за генерал-адъютантом Ф. Н. Эльстоном, которому 8 сентября 1856 года повелено унаследовать фамилию и титул тестя его, генерал-адъютанта, графа С. П. Сумарокова и впредь именоваться графом Сумароковым-Эльстон.
- Мария Сергеевна (25.10.1830[6]—1902), фрейлина, замужем с 1849 года за сенатором обер-гофмейстером князем Н. М. Голицыным (1820—1885).